# Mora gonggrijpii
Mora gonggrijpii là một loài thực vật có hoa trong họ Đậu. Loài này được (Kleinhoonte) Sandwith miêu tả khoa học đầu tiên.